# Медісон Вулф
Медісон Вулф (англ. Madison Wolfe; нар. 16 жовтня 2002, Метарі, Луїзіана, США) — американська акторка, відома ролями Одрі Гарт у телесеріалі «Справжній детектив» (2014) та Барбари Торсон у драматичному фільмі «Я вбиваю велетнів» (2017).

## Біографія
Кінематографічним дебютом Медісон Вулф стала роль 8-річної дівчинки Доді Лі у драмі 2012 року «У дорозі», на телебаченні — роль Одрі Гарт у першому сезоні детективного серіалу «Справжній детектив». Серед наступних помітних робот — Джанет Годжсон у фільмі жахів «Закляття 2: Енфілдська справа» (2016) та головна роль Барбари Торсон у фентезійній драмі «Я вбиваю велетнів» (2017).

## Особисте життя
Медісон Вулф живе в Новому Орлеані, де закінчила середню школу навесні 2018 року. Захоплюється кінною їздою верхи, плавання, фотографуванням, чирлідингом. Сестра Медісон, Меган Вулф, також актриса. 

## Фільмографія
| Рік       |    | Українська назва                | Оригінальна назва        | Роль                                                  |
| --------- | -- | ------------------------------- | ------------------------ | ----------------------------------------------------- |
| 2018      | кф |                                 | The Tattooed Heart       | Ава Лі (Ava Lee)                                      |
| 2017      | ф  |                                 | Trafficked               | Наталі (Natalie)                                      |
| 2017      | ф  | Я вбиваю велетнів               | I Kill Giants            | Барбара Торсон (Barbara Thorson)                      |
| 2015—2016 | с  | Зоопарк                         | Zoo                      | Клементина Льюїс (Clementine Lewis), 7 епізодів       |
| 2016      | ф  |                                 | Cold Moon                | Менді (Mandy)                                         |
| 2016      | ф  | Закляття 2: Енфілдська справа   | The Conjuring 2          | Джанет Годжсон (Janet Hodgson)                        |
| 2016      | ф  | Кухар                           |                          | Поппі в юності (Young Poppy)                          |
| 2016      | ф  |                                 | Keanu                    | Алексіс (Alexis)                                      |
| 2015      | ф  | Джой                            | Joy                      | Пеггі в дитинстві (Young Peggy)                       |
| 2015      | ф  |                                 | Re-Kill                  | дівчинка (Young Girl)                                 |
| 2015      | ф  | Трамбо                          | Trumbo                   | Нікі Трамбо у віці 8—11 років (Niki Trumbo, age 8-11) |
| 2015      | с  | Крик                            | Scream: The TV Series    | Емма в дитинстві (Young Emma), 1 епізод               |
| 2015      | с  | Клуб дружин астронавтів         | The Astronaut Wives Club | Джулі Шепард (Julie Shepard), 5 епізодів              |
| 2015      | ф  | Дім, миле пекло                 | Home Sweet Hell          | Еллісон Шампань (Allison Champagne)                   |
| 2014      | с  | Справжній детектив              | True Detective           | Одрі Гарт (Audrey Hart), 6 епізодів                   |
| 2014      | ф  |                                 | Devil's Due              | Бриттані (Brittany)                                   |
| 2013      | ф  |                                 | Grace Unplugged          | Грейс в дитинстві (Young Grace)                       |
| 2012      | ф  | Брудна кампанія за чесні вибори | The Campaign             | Джессіка Бреді (Jessica Brady)                        |
| 2012      | ф  | У дорозі                        | On the Road              | 8-річна Доді Лі (Dodie Lee, 8)                        |